# Іштіхаза
Іштіхаза (рум. Iștihaza) — село у повіті Муреш в Румунії. Входить до складу комуни Ацинтіш.
Село розташоване на відстані 267 км на північний захід від Бухареста, 38 км на південний захід від Тиргу-Муреша, 57 км на південний схід від Клуж-Напоки, 142 км на північний захід від Брашова.

## Населення
За даними перепису населення 2002 року у селі проживали 213 осіб.
Національний склад населення села:
| Національність | Кількість осіб | Відсоток |
| -------------- | -------------- | -------- |
| угорці         | 193            | 90,6%    |
| цигани         | 14             | 6,6%     |
| румуни         | 6              | 2,8%     |

Рідною мовою назвали:
| Мова      | Кількість осіб | Відсоток |
| --------- | -------------- | -------- |
| угорська  | 193            | 90,6%    |
| циганська | 14             | 6,6%     |
| румунська | 6              | 2,8%     |